# Mobil webb 2.0
Mobil webb 2.0, (engelska) Mobile Web 2.0,  syftar på andra generationens mobila webbtjänster som utnyttjar den social webben även kallad web 2.0, eller webb 2.0 på svenska. Syftet är att skapa interaktivitet och utbyte mellan internetanvändare. Den social webben omfattar sociala nätverk och wikier som betonar samarbete och utbyte mellan användare. Mobil Webb 2.0, med betoning på webben, hänvisar till att föra Webb 2.0-tjänster till det mobila Internet, det vill säga tillgången på webbplatser anpassade till Webb 2.0 via mobila webbläsare.
Dessa tjänster förekommer på trådlösa enheter såsom smartphones och multimedia-telefoner. Tjänsterna har funktioner som kan leverera innehållsrika, interaktiva tjänster och ge tillgång till hela utbudet av mobila tjänster såsom telefonerande, positionering med mera.

## Möjliggörare av Mobil webb 2.0
- Smartphones - Hårdvara som kan hantera mer komplexa system och lösningar.
- Ständig uppkoppling.
- Prisvärd, obegränsad tillgång till programvara såsom plattformar.
- Fri tillgång, med friktionsfri distribution och ekonomiska tjänster.

## Kännetecken för Mobil webb 2.0
- Den sociala webben möter rörlighet.
- Omfattande användning av användargenererat innehåll så att webbplatser ägs av dess bidragsgivare.
- Utnyttja tjänster på webben via mashup.
- Fullt utnyttja den mobila enheten, det mobila sammanhanget, samt ge en rik användarupplevelse.
- Personlig, Lokal, Alltid på, Alltid närvarande.

## Implementeringar av Mobil webb 2.0
Mobil webb 2,0 är fortfarande på utvecklingsstadiet men det finns redan anpassade webbplatser, både för så kallade "smartphones" och andra mobiltelefoner.